# Ха-Галиль-ха-Тахтон
Ха-Галиль-ха-Тахтон (ивр. הגליל התחתון‎, Нижняя Галилея) — региональный совет в Северном административном округе Израиля, который охватывает большинство поселений в Нижней Галилее.
В региональный совет входят 18 населённых пунктов: 3 кибуца, 9 мошава и 4 общинных поселения и 2 молодёжные деревни.
Здание совета расположено в региональном центре Кадури, в непосредственной близости от сельскохозяйственной школы Кадури.

## История
Решение о создании регионального совета «Ха-Галиль-ха-Тахтон» было принято уже в декабре 1949 года, но официальное постановление вышло только в июле 1950 года.
Региональный совет изначально включал Совет включило в своём создании Арбель, Бейт-Кешет, Кфар-Хитим, Кфар-Киш, Шадмот-Двора, Сельскохозяйственную школу имени Кадури, Мицпа и Шарона, а также четыре религиозных поселения: Лави, Сде-Илан, Хазореа и Ахузат-Нафтали. Первоначально в состав совета был включён Мишмар-ха-Шлоша, но в 1953 году он был передан местному совету Явнеэль.

## Границы совета
Региональный совет «Ха-Галиль-ха-Тахтон» ограничен следующими административными единицами:
- С севера: долина Бейт-Нетуфа, региональный совет Мером-ха-Галиль и региональный совет Мисгав
- С востока: Тверия, долина Явнеэль, региональный совет Эмек-ха-Ярден и региональный совет Эмек-Изреэль
- С юга: Кфар-Кама, Кфар-Тавор, гора Фавор и региональный совет Эмек-ха-Ярден
- С запада: Назарет, Нацрат-Илит и региональный совет Эмек-Изреэль

## Население
По статистическим данным Центрального статистического бюро Израиля население регионального совета на 2024 год составляет 13 267 человек.